# Budd Hopkins
Budd Hopkins (Wheeling, 15 giugno 1931 – New York, 21 agosto 2011) è stato un pittore e scultore statunitense.
Hopkins si è diplomato nel 1953 nella sua città natale all'Oberlin College, quindi si è trasferito a New York dove ha trascorso il resto della sua vita. Egli è un artista di fama. Le sue opere d'arte si trovano nelle collezioni permanenti di Whitney Museum, Guggenheim Museum, Hirshhorn Museum and Sculpture Garden e Museum of Modern Art; per la sua attività artistica ha ricevuto sovvenzioni dalla Guggenheim Foundation e dal National Endowment for the Arts. I suoi articoli sull'arte sono stati pubblicati in riviste e giornali importanti. Per molti anni ha tenuto lezioni in molte scuole d'arte, tra cui il Truro Center for the Arts at Castle Hill, nel Massachusetts.

## Attività in ufologia
Nel 1964 Hopkins insieme ad altre due persone ha visto un UFO alla luce del giorno per parecchi minuti. Affascinato dalla cosa, ha cominciato ad interessarsi dell'argomento leggendo libri e articoli ed è entrato a far parte del NICAP, un'organizzazione ora non più esistente che si occupava di ricerche sugli UFO.
Nel 1975, Hopkins ha studiato insieme a Ted Bloecher il rapporto di un avvistamento UFO con molti testimoni, avvenuto nel New Jersey a North Bergen e conosciuto come avvistamento di North Hudson Park. Nel 1976 Hopkins ha scritto il resoconto dell'investigazione, che è stato pubblicato su Village Voice.
Hopkins cominciò a ricevere regolarmente lettere da testimoni di avvistamenti di UFO, che in pochi casi includevano quello che fu in seguito definito tempo mancante, ovvero inesplicabili vuoti di memoria a seguito di un incontro ravvicinato con un UFO.
Insieme a Bloecher e alla psicologa Aphrodite Clamar, Hopkins cominciò ad investigare sulle esperienze di tempo mancante e arrivò alla conclusione che questi casi erano dovuti a rapimenti alieni.
Alla fine degli anni ottanta, Hopkins era già divenuto uno dei più noti studiosi di ufologia, ottenendo un livello di attenzione che non aveva quasi precedenti in questo campo. Nel 1989 egli ha costituito l’Intruders Foundation, un'organizzazione senza scopo di lucro per pubblicizzare le sue ricerche e fornire supporto alle persone vittime di rapimenti alieni.
Le persone convinte di avere subito rapimenti alieni sono state sottoposte ad ipnosi regressiva. Durante i primi sette anni delle sue ricerche sul fenomeno dei rapimenti alieni, Hopkins non ha condotto personalmente sessioni di ipnosi, ma si è assicurato l'aiuto di professionisti laureati. Egli ha riferito che tre di questi terapisti (i dottori Robert Naiman, Aphrodite Clamar e Girard Franklin) erano inizialmente scettici sulla realtà dei rapimenti alieni, non essendo ancora emersi del tutto i dettagliati scenari relativi ai loro pazienti.
Hopkins ha scritto parecchi libri popolari sui rapimenti alieni, tra cui Missing Time. Nel 1992 il film Intruders fu basato sulle ricerche di Hopkins e rappresentò scene di rapimenti alieni. Nel 1996 Hopkins ha pubblicato il libro Witnessed, in cui ha descritto un classico caso di rapimento alieno avvenuto nel 1989 a New York vicino al ponte di Brooklyn.

## Critiche
Le controversie sono state costantemente presenti nel lavoro di Hopkins riguardante gli studi sugli UFO e i rapimenti alieni.
Mentre pochi dubitano sulla sua buona fede, i detrattori osservano che Hopkins è fuori dal suo campo professionale quando usa l'ipnosi, pertanto aiuterebbe i suoi soggetti a creare falsi ricordi, con una mescolanza di realtà e fantasia. Hopkins ribatte che tali critiche sono pretestuose. Egli ha scritto che ha sempre invitato terapisti professionali, giornalisti ed esponenti del mondo accademico ad osservare le sue sessioni di ipnosi. Tra le persone invitate vi sono stati il professor Nicholas Humphrey, che ha insegnato nelle università di Oxford e Cambridge, e il professor Donald F. Klein, docente di psichiatria al "College of Physician e Surgeon" della Columbia University; entrambi hanno osservato direttamente i suoi lavori. Hopkins ha affermato che nessuno dei visitatori invitati ha riferito qualcosa che suggerisse che lui aveva tentato di influenzare i soggetti durante l'ipnosi.
Carl Sagan ha invece posto l'attenzione sul ruolo delle influenze culturali. I racconti di presunti rapimenti alieni sono stati divulgati attraverso film, programmi televisivi, libri e articoli; se tali racconti finiscono per essere molto simili tra loro, ciò può essere dovuto anche alle suggestioni create dai mezzi di comunicazione. In proposito Sagan ricorda che prima del 1975 i racconti di rapimenti alieni erano molto rari e sono aumentati dopo che in quell'anno venne trasmesso in televisione un film sulla vicenda dei coniugi Hill. In riferimento all'affermazione di Hopkins che "prove straordinarie richiedono ricerche straordinarie", Sagan ha risposto che le ricerche vanno condotte con rigore scientifico. Dal punto di vista della scienza, non si può concludere che gli extraterrestri visitino la Terra basandosi solo sui racconti riferiti dai presunti rapiti sotto ipnosi; è necessario portare delle convincenti prove fisiche, che invece mancano completamente.
Nel gennaio 2011 Carol Rainey, ex moglie di Hopkins, ha pubblicato un articolo in cui ha criticato la metodologia usata da Hopkins e dal suo collega David Jacobs nello studio di diversi casi di presunti rapimenti alieni, sottolineando in particolare che i colloqui avuti con i sedicenti rapiti prima delle sedute ipnotiche potrebbero avere creato delle suggestioni che sarebbero emerse durante l'ipnosi